# Kolonia Klepaczka
Kolonia Klepaczka – wieś w Polsce położona w województwie śląskim, w powiecie częstochowskim, w gminie Kamienica Polska.

## Historia
W latach 1975–1998 miejscowość administracyjnie należała do województwa częstochowskiego.